# Valerij Maslov
Valerij Pavlovič Maslov (in russo Валерий Павлович Маслов?; Ust'-Bol'šereck, 28 aprile 1940 – 27 luglio 2017) è stato un calciatore sovietico dal 1991 russo, di ruolo centrocampista.